# Winchester 88
Winchester 88 — винтовка рычажного принципа действия.
Винтовка Winchester Модель 88 появилась в 1955 г. Технически представляет собой магазинное ружьё с ручной перезарядкой. Винтовка имеет обтекаемую форму и цельную панель,  цельное ложе пистолетного типа. У неё передний затвор поворотного действия с тремя боевыми выступами,  боковое выбрасывание гильз, короткий рычаг, предохранитель с запирающим механизмом и четырёх зарядный съемный коробчатый магазин. 
Производилась около 20 лет, в течение которых было выпущено около 285,000 экземпляров, в  1973 г. выпуск был прекращён. 
Винтовку можно увидеть в фильме Рэмбо: Первая кровь,  — Галт (стрельба по Рэмбо из вертолёта).